# Джек Джонсон
Джек Ловренс Джонсон (англ. Jack Laurence Johnson; нар. 7 квітня 1987, Лос-Анджелес, Каліфорнія, США) — американський актор та музикант, гітарист гурту «Retreat From Paradise». Найбільш відомий за роллю Віллі Робінсона у стрічці «Загублені у космосі», за яку був номінований на премію «Сатурн» як найкращий молодий актор.

## Життєпис
Джек Джонсон народився 7 квітня 1987 року в Лос-Анджелес, штат Каліфорнія. Він походить з акторської родини, Джек є онуком американської акторки Дорріс Бовдон та сценариста Наннеллі Джонсона.
Навчався у «Нормальній школі музики» в Парижі та «Кінгс-коледжі» у Лондоні.
У 2009 році закінчив Весліанський університет у Міддлтаун Коннектикут.

## Фільмографія
- 1990—1993 — «Пригоди Дживса і Вустера»
- 1994 — «Ніч перед Різдвом»
- 1994 — «Любовна історія»
- 1995 — «Нерозривний зв'язок» — хлопчик в ресторані
- 1995—1997 — «Нед та Стейсі»
- 1998 — «Загублені у космосі»— Віллі Робінсон
- 2001 — «Швидка допомога» — Деніель Пенрі